# Disfenoide camuso
In geometria, il disfenoide camuso è uno dei solidi di Johnson (J84). È un solido che ha come facce solo triangoli equilateri, ed è quindi un deltaedro. Non è un poliedro regolare perché in alcuni vertici incidono quattro facce e in altri ne incidono cinque. Questo solido di Johnson non deriva dai solidi platonici o dai solidi archimedei.
Norman Johnson assegnò un nome ai solidi di Johnson e li descrisse nel 1966.
In questo solido si possono notare le 8 facce triangolari dell'antiprisma quadrato e le due facce quadrate sostituite da due coppie di triangoli.
Viene chiamato dodecaedro siamese nella carta di Freudenthal e Waerden nel 1947 nell'insieme dei deltaedri convessi.

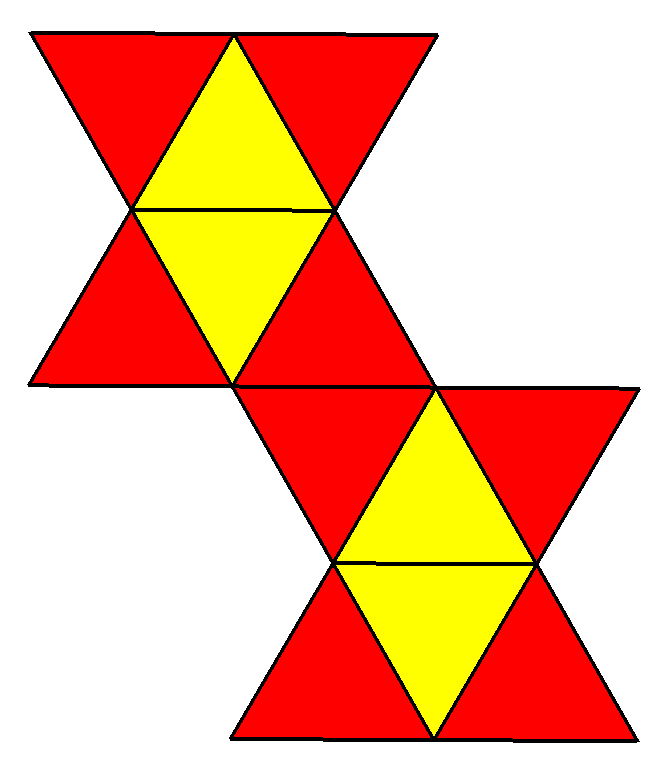
Uno sviluppo del disfenoide camuso